# White Knights Chess Club
White Knights Chess Club – walijski klub szachowy z siedzibą w Llanelli, mistrz Welsh Chess Premier League z 2023 roku.

## Historia
Klub został założony w 1973 roku. Zawodnikami drużyny byli początkowo przeważnie byli gracze Llanelli Chess Club. Rozgrywki ligowe klub rozpoczął w 1973 roku, przystępując do West Wales League. Około 1985 roku istniały plany fuzji White Knights i Llanelli Chess Club, jednak nie zostały one urzeczywistnione. W sezonie 2004/2005 klub zadebiutował w Welsh Chess Premier League (WCPL), zajmując wówczas ostatnie miejsce w tabeli. W 2013 roku White Knights Chess Club zadebiutował w Klubowym Puchar Europy. Walijski zespół wygrał wówczas jedno spotkanie (z SO Ippotis Rodos), a przegrał pozostałe pięć i w klasyfikacji końcowej zajął 50. miejsce na 53 uczestników. W kolejnym roku klub zajął ostatnią (52.) pozycję w europejskich rozgrywkach, uzyskując jeden punkt za remis z Butrinti Saranda. W sezonie 2015/2016 klub zajął trzecie miejsce w WCPL, za Abergavenny Chess Club i Cardigan Chess Club. W kolejnym sezonie uzyskano wicemistrzostwo, ulegając jedynie Cardiff Chess Club. W 2018 roku klub zajął 57. miejsce w Pucharze Europy, a rok później – 60., wygrywając wówczas po raz pierwszy w swojej historii dwa spotkania (z Le Cavalier Differdange i Celtic Tigers). W 2023 roku klub wygrał Welsh Chess Premier League. W Pucharze Europy zespół uzyskał w tamtym roku 71. pozycję. W następnym sezonie White Knights Chess Club zajął 79. miejsce w Pucharze Europy.